# 高島駅 (神奈川県)
高島駅（たかしまえき）は、かつて神奈川県横浜市西区高島1丁目にあった日本貨物鉄道（JR貨物）の貨物駅である。東海道本線貨物支線（通称高島線）上に存在した。JR貨物の駅となって以降、貨物列車の発着はなかった。電報略号は、タシ。
地上駅で、3階建の駅舎があった。高島線東横浜駅方面や表高島駅、根岸線から集められた貨車を仕分けするための操車場（高島ヤード）を有し、規模は大きかった。駅構内には機関区である横浜機関区（神奈川臨海鉄道の横浜機関区とは別、旧高島機関区）を併設し、本線北側にコンテナ車・有蓋車用の貨物ホームが2面、荷役線が3本存在した。また、1970年代まで横浜市の鉄道貨物輸送の拠点であり、駅北側の帷子川からの荷揚作業も行われていた。この他、駅南側にあり1983年に閉鎖・移転した三菱重工業横浜造船所へ続く専用線も存在した。
現在の駅跡地周辺は「横浜みなとみらい21」という再開発地区となっているが、開発の遅れもあり更地が多い。

## 歴史

### 開業までの経緯
横浜港の整備の過程で、1899年（明治32年）から1914年（大正3年）までかけて新港埠頭の造成が行われた。この新港埠頭には臨港鉄道が引き込まれ、1911年（明治44年）9月1日に横浜港荷扱所が開設された。これは1920年（大正9年）7月23日に横浜港駅となった。
しかしこの新港埠頭への臨港鉄道は大きな問題を抱えており、貨物列車の運行につきものの入換作業を行うための操車場を埠頭内に設ける余地がなかった。このため入換は横浜駅（初代、後に桜木町駅を経て東横浜駅となる）で行うこととされたが、実際には横浜駅でも入換設備を増設する余地はなかった。そこで表高島町の埋立地に一大操車設備を有する停車場を設けることになった。こうして1913年（大正2年）6月2日に高島荷扱所として当駅は開設された。この時点では横浜駅から本線に沿って単線の貨物線が高島荷扱所構内に続いていた。

引き続き、鉄道省の新橋 - 程ヶ谷間改良計画と合わせて工事が進められた。それまで横浜駅で東海道本線の列車が折り返し運転を行わなければならない構造になっていたのを改めるために、1915年（大正4年）8月15日に横浜駅が2代目の位置に移転開業し、初代の横浜駅は桜木町駅へ改称した。そして同年12月30日、桜木町駅のうち貨物設備の部分が分離独立して東横浜駅となった。高島荷扱所も同日高島駅となった。この日東横浜 - 高島間の複線化も実施され、そして高島と程ヶ谷を結ぶ複線の貨物線も開通した。また同月、初代横浜駅構内にあった横浜機関庫が高島構内に移転して高島機関庫となり、11線収容の機関庫が設けられた。これにより旅客輸送の面では大きな改善が図られたが、貨物輸送には逆に不合理な面が発生し、横浜臨港線に発着する貨物列車は、東横浜から高島へ来てそこで折り返し、程ヶ谷への貨物線を走ってそこから東海道本線へ出発しなければならないことになった。

### 客貨分離へ
続いて、1917年（大正6年）6月17日に鶴見と高島を結ぶ複線の貨物線が開通した。これにより、すでに開通していた高島 - 程ヶ谷間と合わせて鶴見 - 程ヶ谷間の貨物線が開通し、横浜駅を経由する旅客列車と高島駅を経由する貨物列車の間で客貨分離が行われるようになった。こうして当駅は鶴見から程ヶ谷への東海道本線貨物線の途中に位置して東横浜・横浜港への支線が分岐することになり、これにより横浜港の海陸連絡設備が完成することになった。また同日、東神奈川と当駅を結ぶ連絡線も開通し、横浜線からの貨物列車が高島線に乗り入れられるようになった。ただしこの線路は構内の西側につながっていて東横浜・横浜港方面への線路とは直接つながっておらず、行き来には転線作業を行う必要があった。これらの改良工事により高島駅の重要性が高まり作業量が増大したことから、1921年（大正10年）12月構内改良工事が行われている。

1923年（大正12年）9月1日、関東大震災が発生し、高島駅でも駅舎が焼失するなどの大きな被害を受けた。被害を受けた横浜の鉄道網の再建計画に当たって、横浜駅を3代目の現在の位置に移転することになり、1928年（昭和3年）10月15日に開業した。また東京への貨物列車の操車能力の逼迫を受けて、1929年（昭和4年）8月21日に東海道本線の貨物支線である通称品鶴線が品川 - 鶴見間に開通し、この路線上に新鶴見操車場が開設された。さらに鶴見から本線に沿って程ヶ谷へ至る貨物線も開通し、程ヶ谷から平塚まで既に存在していた貨物線と合わせて、品川から平塚までの客貨分離が完成した。こうした一連の整備により高島 - 程ヶ谷間の貨物線は不要となり、同年9月16日に廃止となった。こうして横浜の臨港貨物線は鶴見・東神奈川で本線から分岐した先にある袋小路に位置することになり、新鶴見操車場を核として、高島駅の操車設備で補助的な操車作業を行う形態に移行した。

### 臨港線の拡張
1920年代後半から1930年代になると、横浜の港湾整備は神奈川区、鶴見区の沖合へと進展するようになり、この地域の埋立地に岸壁や工業地帯が造成されるようになった。こうしてこの地域にも貨物支線が延長されていった。高島駅に関連するところでは、1934年（昭和9年）6月15日に山内埠頭の完成に伴い山内町（後の横浜市場）への支線が、同じく高島埠頭の完成に伴い表高島への支線が、それぞれ開通した。ただし、山内町への支線は実質的には千若信号場からの分岐であった。表高島への支線は、間にある入江と倉庫群を避けるために大きくUの字を描いて回り込む構造になっており、路線の距離は1.3 kmあっても駅までの直線距離は200 mほどであった。

この頃高島駅では、鶴見方の入口に2階建ての東部信号所、横浜港方の入口に1階建ての西部信号所があって、それぞれの出入口におけるポイント切り替えを行っていたが、構内は手作業でのポイント切り替えであった。西側の京浜国道に沿って駅本屋、横浜通信区、高島機関区、横浜保線区などが並び、また本線北側の帷子川との荷揚げ場、横浜貨車区、貨物ホームなどがあった。1945年（昭和20年）5月29日、横浜大空襲により高島駅は被災し、東部信号所を除く構内の建物ほとんどが焼失した。構内の建物は急いで再建されたが、それまでの間は貨車を代用の詰所や宿泊所として使用していた。

### 戦後
大東亜戦争（太平洋戦争、第二次世界大戦）後は進駐軍の進駐が始まって横浜臨港線はその輸送にかかわることになり、高島駅も貨車が溢れて入換作業に追われることになった。また占領が終わった後も在日米陸軍兵士を乗せた東横浜駅始発の部隊輸送列車が相模補給廠最寄りの横浜線淵野辺駅やキャンプ座間最寄りの原町田駅へ向かうために高島駅を通り、東神奈川へ向かう連絡線に入ることがあったが、そのためには構内での転線が必要で厄介な作業であった。朝鮮動乱に際しても大量の軍需物資と部隊の輸送で繁忙を極めた。
1955年（昭和30年）1月17日、それまで東神奈川と高島を結ぶ連絡線の上に存在する駅であった東高島駅が、高島線上の駅に所属変更された。これに伴い、東神奈川からの線の終点は当駅から東高島に変更となった。また横浜市場駅への貨物支線は当駅分岐扱いであったのが東高島分岐扱いに変更となった。しかしこの東神奈川への連絡線は米軍旅客輸送の終了と横浜線貨物輸送量の減少により不要不急化し、1959年（昭和34年）4月1日に廃止となった。

1962年（昭和37年）1月30日、当駅と東横浜駅の間の複線のうち、上り線を廃止して単線化された。これは桜木町への貨物線の建設用に転用するためで、1964年（昭和39年）6月1日にこの高島 - 桜木町間が開通した。これにより根岸線へ貨物列車が乗り入れて運転するようになった。1965年（昭和40年）7月1日には横浜港から先山下埠頭駅までの貨物線が開通し、1970年（昭和45年）9月15日には高島線鶴見 - 桜木町間の電化工事が完成して10月1日から電気機関車が貨物列車を牽引するようになった。こうした一連の工事により高島駅では貨物列車の発着が増加し、構内の改良工事が行われた。短い発着線を整理し行き止まりの線を廃止して、上下双方から入換が可能な全長550 mの発着線を整備する改良で、1974年（昭和49年）に完成した。
しかし、陸上貨物輸送のトラックへの転移が始まり、また船舶輸送もそれまでの荷役を一手に引き受けていた埠頭から物資別の専用埠頭に移行するようになっていった。鉄道貨物輸送も輸送量の総量が減少するだけではなく、従来のように貨物全般を取り扱う形態からコンテナや石油タンク車などの特定品目の大量輸送に特化して行くようになり、これにともなって臨港線の輸送も衰退していくことになった。

### 臨港線衰退から廃止へ
1982年（昭和57年）11月15日の国鉄ダイヤ改正で、当駅と表高島駅の間の支線は廃止となった。さらに国鉄貨物のコンテナ方式移行に伴うヤード集結輸送の終焉と時を同じくする形で横浜港関連の鉄道貨物輸送が順次廃止され、最後まで残された山下埠頭駅への輸送も1986年（昭和61年）11月1日の国鉄最後のダイヤ改正と同時に廃止となった。

この日には横浜機関区も廃止となり、高島駅は高島信号場に格下げされた。この時点で高島信号場から分岐する支線はなくなり、鶴見方の複線と桜木町方の単線をつなぐ信号場としての役割のみになった。ただし書類上横浜港との間の旅客輸送が残った状態になっていたが、これも1987年（昭和62年）3月31日の国鉄最後の日に廃止手続きが取られた。一方でこの日高島駅として再開業し、翌4月1日から日本貨物鉄道（JR貨物）の駅となった。しかし1995年（平成7年）2月27日、東高島 - 高島間が単線化され、これと同時に高島駅も廃止となった。

駅の廃止後はMM21計画にともなう再開発が進展し、駅の跡地は整地された。現存する高島線は駅跡地を西側に迂回するように付け替えられ、1997年（平成9年）11月24日に地下化され高島トンネルを経由して桜木町駅へ向かうようになっている。
また、横浜機関区にあった転車台は、神奈川臨海鉄道の横浜機関区から2 km程近くにある本牧市民公園に、当時機関区に所属し、今は炭水車を隣接する運動公園のスプリンクラーの受水槽として、炭水車上部に金網と有刺鉄線が張られたD51形516号機と車両の重さを測る橋秤の標識と共に静態保存されている。

### 年表
- 1913年（大正2年）6月2日：高島荷扱所開設。当時は横浜駅（現在の桜木町駅）構内扱いであった。横浜 - 高島荷扱所間単線貨物線開通。
- 1915年（大正4年）
  - 12月 - この月、構内に高島機関庫開設。
  - 12月30日 - 横浜駅から独立し高島駅開業。高島 - 程ヶ谷貨物線開通。東横浜 - 高島荷扱所間複線化。
- 1917年（大正6年）6月17日：鶴見 - 高島間および東神奈川 - 高島間貨物線開通。
- 1921年（大正10年）12月：構内改良。
- 1923年（大正12年）9月1日：関東大震災により駅舎焼失。
- 1929年（昭和4年）9月16日：高島 - 程ヶ谷間貨物線廃止。
- 1934年（昭和9年）6月15日：高島 - 表高島間および高島 - 山内町（後の横浜市場駅）間貨物線開通。
- 1936年（昭和11年）9月1日：高島機関庫を高島機関区に改称。
- 1945年（昭和20年）5月29日：横浜大空襲により駅構内焼失。
- 1947年（昭和22年）10月14日：高島機関区を横浜機関区に改称。
- 1955年（昭和30年）1月17日：東高島駅の所属線が東神奈川 - 高島間貨物線から高島線に変更になり、東神奈川との貨物線は東高島駅までに、横浜市場への貨物線は東高島駅分岐に変更。
- 1960年代：東京外環状線および東海道貨物線の建設計画開始。このとき横浜市北方に大規模な貨物駅の建設が計画される。
- 1962年（昭和37年）1月30日：高島 - 東横浜間単線化。
- 1964年（昭和39年）6月1日：桜木町駅との間で貨物運輸営業を開始する[28]。
- 1965年（昭和40年）10月1日：コンテナ貨物の取扱を開始。営業範囲を「車扱貨物」から「大形コンテナによる小口扱貨物及び車扱貨物」へ改正する[29]。
- 1970年（昭和45年）
  - 9月15日：高島線電化開業。
  - 10月1日：電気機関車による貨物列車牽引を開始。
- 1974年（昭和49年）
  - この年、構内改良工事完成。
  - 10月1日：営業範囲を「貨物」へ改正する[30]。
- 1979年（昭和54年）10月1日：コンテナ貨物の取扱を新設の横浜羽沢駅へ集約し廃止。営業範囲を「貨物」から「車扱貨物」へ改正する[31]。
- 1982年（昭和57年）11月15日：表高島駅までの貨物支線廃止。
- 1983年（昭和58年）：横浜市において高島地区の再開発計画（いわゆる横浜みなとみらい21計画）が旧三菱造船工場跡地を中心に着工される。
- 1986年（昭和61年）11月1日：高島駅を廃止[32]。信号場に格下げ、高島信号場となる。車扱貨物の取扱を廃止。山下埠頭駅までの横浜臨港線・山下埠頭線廃止。横浜機関区廃止。
- 1987年（昭和62年）
  - 3月31日：駅に格上げ、高島駅となり、営業範囲を「車扱貨物　取扱期間及び取扱品目は、駅頭公告したものによる。」とする[33]。ただし列車の設定はない。書類上の横浜港までの旅客営業を廃止。
  - 4月1日：国鉄分割民営化によりJR貨物の駅となる。
- 1995年（平成7年）2月27日：東高島との間が単線化され、高島駅廃止。

## 利用状況
| 年度   | 年間貨物取扱量 | 年間貨物取扱量 |
| 年度   | 発送（千トン） | 到着（千トン） |
| ------ | -------------- | -------------- |
| 1966年 | 464            | 251            |
| 1967年 | 474            | 264            |
| 1968年 | 496            | 274            |
| 1969年 | 544            | 247            |
| 1970年 | 506            | 263            |
| 1971年 | 408            | 260            |
| 1972年 | 306            | 228            |
| 1973年 | 348            | 188            |
| 1974年 | 258            | 151            |
| 1975年 | 204            | 138            |
| 1976年 | 190            | 156            |
| 1977年 | 186            | 155            |
| 1978年 | 182            | 127            |
| 1979年 | 164            | 82             |
| 1980年 | 116            | 63             |
| 1981年 | 96             | 57             |

## 現在の駅周辺
- 東日本旅客鉄道（JR東日本）横浜駅
- 横浜高速鉄道新高島駅

## 隣の駅
日本国有鉄道
東海道本線貨物支線（高島線）
東高島駅 - 高島駅 - 桜木町駅
1995年（平成7年）2月27日駅廃止、路線自体は現存
東海道本線貨物支線
高島駅 - 表高島駅
1982年（昭和57年）11月15日廃止
東海道本線貨物支線（横浜臨港線）
高島駅 - 東横浜駅
1986年（昭和61年）11月1日廃止
東海道本線貨物支線
高島駅 - 程ヶ谷駅
1929年（昭和4年）9月16日廃止、2.1マイル（3.38 km）

### 書籍
- 『停車場変遷大事典 国鉄・JR編』（初版）JTB、1998年10月1日。
- 野田正穂・原田勝正・青木栄一・老川慶喜 編『神奈川の鉄道 1872-1996』（第1版）日本経済評論社、1996年9月10日。ISBN 4-8188-0830-X。
- 長谷川弘和『横浜の鉄道物語』（初版）JTBパブリッシング、2004年11月1日。ISBN 4-533-05622-9。
- 河原匡喜『連合軍専用列車の時代』（第2刷）光人社、2000年6月8日。ISBN 4-7698-0954-9。
- 『日本国有鉄道百年史』 6巻、日本国有鉄道、1972年10月1日。
- 『日本国有鉄道百年史』 9巻、日本国有鉄道、1972年3月25日。
- 横浜市港湾局 編『横浜港臨港鉄道調査』横浜市港湾局、1983年。

### 雑誌記事・論文
- 長谷川弘和「横浜臨港線の軌跡」『レイル』第27号、エリエイ出版部プレス・アイゼンバーン、1990年4月23日、13 - 30頁。
- 長谷川弘和「横浜港の貨物線ものがたり」『鉄道ピクトリアル』第634号、電気車研究会、1997年3月、48 - 54頁。
- 山田亮「横浜臨港線の歴史と現状」『鉄道ピクトリアル』第714号、電気車研究会、2002年3月、41 - 49頁。